# Heptathela yakushimaensis
Espèce
Heptathela yakushimaensis est une espèce d'araignées mésothèles de la famille des Liphistiidae.

## Distribution
Cette espèce est endémique de Yaku-shima dans les îles Ōsumi dans l'archipel Nansei au Japon,.

## Description
La femelle holotype mesure 10,0 mm et le mâle paratype 10,1 mm.
Les mâles mesurent de 8,70 à 10,50 mm et les femelles de 9,10 à 14,80 mm.

## Systématique et taxinomie
Cette espèce a été décrite par Ono en 1998.

## Étymologie
Son nom d'espèce, composé de yakushima et du suffixe latin -ensis, « qui vit dans, qui habite », lui a été donné en référence au lieu de sa découverte, Yaku-shima
.

## Publication originale
- Ono, 1998 : « Spiders of the genus Heptathela (Araneae, Liphistiidae) from Kyushu, Japan. » Memoirs of the National Science Museum, vol. 30, p. 13-27 (texte intégral).